# Methopren
Methopren ist ein Analogon des Juvenilhormons von Insekten, das 1974 von der Zoecon Corporation eingeführt wurde.

## Wirkung
Methopren ist als Larvizid breit wirksam und wird gegen Pflanzen-, Hygiene- und Vorratsschädlinge eingesetzt. Das Insektizid wird im Gesundheitsbereich, in der Lagerhaltung, in der Tierhaltung gegen Parasiten (z. B. Hunde- und Katzenflöhe) sowie in Gewächshäusern verwendet.
Der Wirkstoff stört das Gleichgewicht zwischen Juvenilhormon und dem Häutungshormon Ecdyson, wodurch Häutung und Verpuppung behindert werden und der Tod im Puppenstadium des Insekts eintritt. Gegen adulte Insekten ist Methopren nicht wirksam.
Methopren wirkt des Weiteren als Teratogen, da es sich durch die Einwirkung von UV-Licht in einen Retinsäuren-ähnlichen Stoff umwandelt.
Dies wird vor allem mit Fehlbildungen von Amphibien in der Natur in Verbindung gebracht.

## Zulassung
In den Staaten der EU und in der Schweiz sind keine Pflanzenschutzmittel mit diesem Wirkstoff zugelassen.

## Handelsnamen
Kombinationspräparate
- mit Fipronil: Frontline Combo, Strectis, AMFLEE combo
- mit Fipronil und Amitraz: Certifect
- mit Fipronil, Eprinomectin und Praziquantel: Broadline
- mit Fettsäuren: Neudorff Neudo-Antifloh AF